# Akiko Kobayashi
Akiko Kobayashi (小林 昭子 Kobayashi Akiko?) (Tokio, 1943) es una química japonesa.

## Biografía
Es profesora emérita de la Universidad de Tokio donde ha hecho igualmente sus estudios. En 2009, recibe el Premio L'Oréal-UNESCO a Mujeres en Ciencia por sus trabajos sobre los metales orgánicos que han llevado a adelantadas en la miniaturización de las herramientas electrónicas, Crea cristales metálicos a una sola molécula como el Ni(tmdt)2.